# Oasi agrumaria di Rodi Garganico
L'Oasi agrumaria di Rodi Garganico (o del Gargano) è un'area naturale situata nella parte settentrionale del Gargano, in Provincia di Foggia.
È nota per la secolare produzione degli agrumi del Gargano (Arance del Gargano e Limoni femminiello, entrambi DOP) testimoniata fin dall'XI secolo.

## Flora
L'oasi è caratterizzata da agrumeti e più raramente oliveti, di impianto plurisecolare che risultano essere a rischio di estinzione. Le colture versano, infatti, in un profondo stato di abbandono e costituiscono un possibile rischio non solo ambientale, ma anche economico, considerata la vocazione prevalentemente turistica di questi luoghi.